# راک‌لند، هاردی، ویرجینیای غربی
راک‌لند (به انگلیسی: Rockland) یک منطقهٔ مسکونی در ایالات متحده آمریکا است که در شهرستان هاردی، ویرجینیای غربی واقع شده‌است.